# Buonalbergo
Buonalbergo är en ort och kommun i provinsen Benevento i regionen Kampanien i Italien. Kommunen hade 1 677 invånare (2017).